# Saint-Germain-le-Guillaume
Saint-Germain-le-Guillaume ist eine französische Gemeinde mit 513 Einwohnern (Stand: 1. Januar 2022) im Département Mayenne in der Region Pays de la Loire; sie gehört zum Arrondissement Mayenne und zum Kanton Ernée. Die Einwohner heißen Germanais.

## Geographie
Saint-Germain-le-Guillaume liegt etwa 15 Kilometer nordnordwestlich von Laval am Ernée. Umgeben wird Saint-Germain-le-Guillaume von den Nachbargemeinden Chailland im Westen und Norden, La Bigottière im Osten sowie Andouillé im Süden.

## Bevölkerungsentwicklung
| Jahr                       | 1962 | 1968 | 1975 | 1982 | 1990 | 1999 | 2006 | 2019 |
| Einwohner                  | 489  | 418  | 383  | 360  | 371  | 405  | 451  | 512  |
| Quellen: Cassini und INSEE |      |      |      |      |      |      |      |      |

## Sehenswürdigkeiten

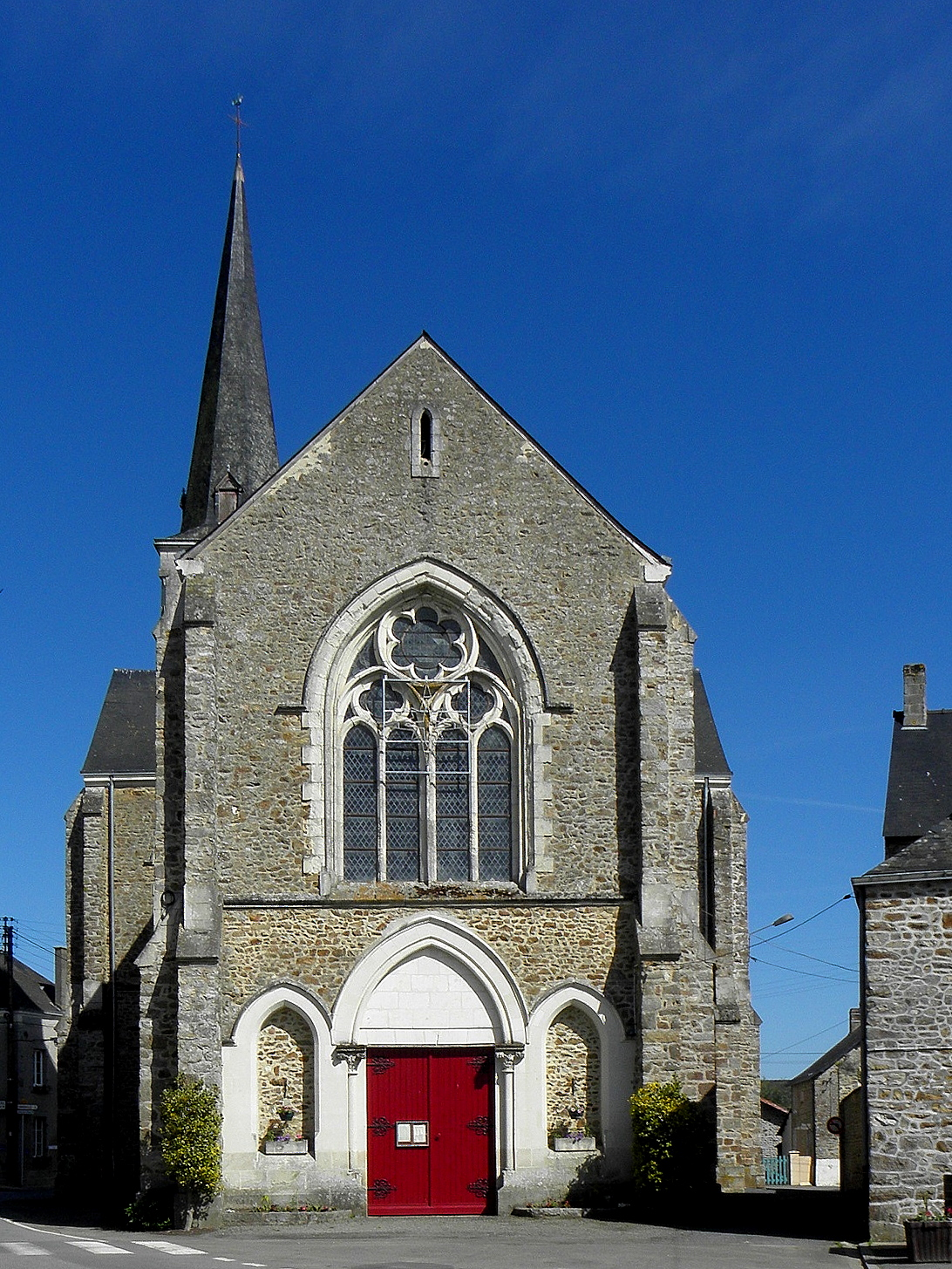
Kirche Saint-Germain

- Kirche Saint-Germain